# دهستان چهاردولی غربی
دهستان چهاردولی غربی نام دهستانی در بخش چهاردولی شهرستان قروه، استان کردستان در ایران است. براساس سرشماری مرکز آمار ایران در سال ۱۳۹۵، جمعیت آن ۷۶۱۴ نفر (۲۲۵۲ خانوار) بوده‌است.

## روستا ها
میهم علیا، میهم سفلی، نعمت آباد، ولی آباد، مجید آباد، میمنت‌آباد (قروه)، حسین آبادظلە جوب، ناظم آباد، 
پلوسرکان، سرقل، گرمخانی، زرینه، صندوق آباد، حسن آباد محمد نظر، برمه تپه گلالی، شیروانه، تکیه سفلی، تکیه علیا، درمه، 
قاورمه دره، شهاب الدین،طوغان جدید،کمک علیا، حاجی آباد سیده، کمره